# Reck's Opvarmings Comp.
Reck's Opvarmnings Comp. A/S var en dansk virksomhed i København, som fremstillede opvarmningsanlæg. Selskabets arbejdsfelt omfattede hele opvarmningsområdet, specielt fabrikation af stålkedler til centralvarmeanlæg og højtryksdampanlæg samt apparater for automatisk fyring, såsom stokere, oliefyr og helautomatiske gaskedler. Reck-stålkedler, der fremstilledes som universalkedler for al slags brændsel, havde en meget stor udbredelse både i Danmark og i udlandet.
Den var grundlagt 1. marts 1878 af kaptajn A.B. Reck (1850-1927) og i 1889 omdannet til et aktieselskab. Reck blev efter sin død efterfulgt af Michael Treschow (1864-1935) som administrerende direktør, og Treschow blev efterfulgt af civilingeniør Jørgen Jacobsen (1905-?).
Aktiekapitalen var oprindelig på kr. 400.000, men blev senere udvidet til kr. 800.000.
Selskabets kontor lå på adressen Gothersgade 155, mens fabrikken lå i Esromgade 15 på Nørrebro i København.